# Бджільництво
Бджільни́цтво (також бджоля́рство, па́січництво) — галузь сільського господарства, яка займається розведенням бджіл та отриманням від них меду, воску та інших продуктів бджільництва. Бджоли запилюють багато видів рослин, використовуючись задля підвищення врожайності. Серед продуктів бджільництва не тільки цінний дієтичний продукт мед, а й віск, прополіс, отрута та інші, вони знаходять широке застосування, зокрема для здоров'я людини — така медична практика має назву апітерапія.

## Історія бджільництва

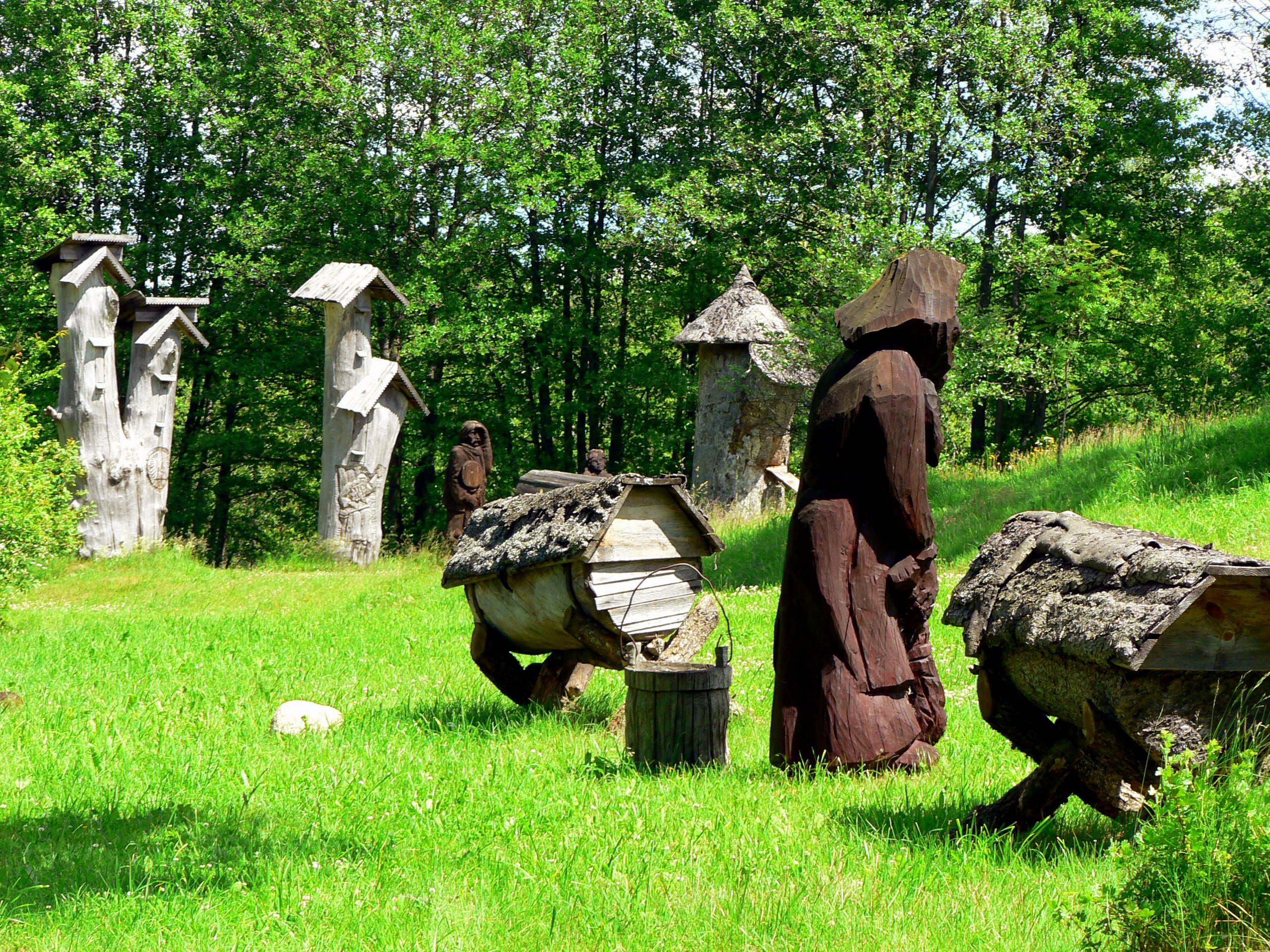
Дерев'яні бджолині вулики в музеї бджільництва в Стріпейкяй, Литва

Історія бджільництва своїм корінням сягає сивої давнини. 6 тисяч років тому в Єгипті розводили бджіл. Особливо медоносні райони знаходилися у верхній течії Нілу. Єгиптяни перевозили туди вулики — кошики із соломи або очерету, або ж керамічні ємності — на великих плетених плотах, щоб через якийсь час повернутися додому з багатим збором меду. Бджільництво було мінойським ремеслом, а зброджений медовий напій греки почали вживати набагато раніше за вино. Також у Стародавній Греції бджолярі вперше навчилися вставляти у вулики перегородки і з їх допомогою вилучати для себе лишки меду.
На території Русі бджільництво як промисел прослідковується з Х ст. нашої ери. Використання продуктів диких бджіл називається бортництво, що є історичним попередником бджільництва. Розвитку бджільництва на території Київської Русі сприяли природно-кліматичні умови, достаток медоносів у лісових масивах, лугах і степах. До появи цукру мед був єдиним солодким продуктом для людини. Віск широко застосовувався в домашньому господарстві для виготовлення свічок і здійснення релігійних обрядів (особливо після прийняття християнства). Бджільництвом у цей час займалися майже всі селяни. Мед і віск відігравали велику роль в торгівлі Київської Русі з країнами Європи і Грецією.

### Конструкції вуликів 20-21 століття
В цей період пасічники та винахідники прийняли будову рухомих стільників Лангстрота як у Північній Америці, так і в Європі, а також широкий асортимент вуликів з рухомими стільниками був розроблений в Англії, Франції, Німеччині та Сполучених Штатах. Класичні конструкції вуликів розвивався в кожній країні. Станом на зараз вулики Дадана (Дадант Шарль) та вулики Лангстрота все ще домінують у США. Вулик конструкції Жоржа де Лаянса став популярним у Франції, вулик British National став стандартом у 1930-х роках у Великій Британії, хоча в Шотландії все ще популярний менший вулик конструкції Сміта. У деяких скандинавських країнах та країнах східної Європи зберігався традиційний вулик-корито до кінця 20 століття і досі зберігається в деяких районах. Проте конструкції Лангстрота та Дадана-Блатта залишаються розповсюдженими в багатьох частинах Європи, хоча Швеція, Данія, Німеччина, Франція та Італія мають власні національні конструкції вуликів. Регіональні варіації вулика були розроблені відповідно до клімату, продуктивності квітів і репродуктивних особливостей підвидів місцевих медоносних бджіл у кожному біорегіоні.
Відмінності в розмірах вуликів незначні порівняно зі звичайними особливостями цих вуликів: всі вони квадратні або прямокутні, усі вони бути нерозбірними, або складатися із рухомих і взаємозамінних денця, основного (гніздового), магазинного корпуса, іноді піддашика, чи полотнинки, яку стелять на рамки та даху. Вулики традиційно будували з легких і стійких порід деревини: кедра, сосни або кипариса, але останнім часом поширення набувають вулики, що виготовлені з литого під тиском щільного полістирену. У вуликах також використовують роздільнау решітку між гніздовим і медовими корпусами, щоб обмежити перебування матки і вона не відкладала яйця в рамки, які призначені для меду і це спрощує відкачування та запобігає потраплянню відкритого розплоду у товарний мед. З появою кліщів-шкідників у 20-му столітті підлогу вуликів часто замінюють, тимчасово чи назавжди, дротяною сіткою та знімним піддоном.
У 2015 році в Австралії Седаром Андерсоном і його батьком Стюартом Андерсоном була винайдена система проточного вулику, конструкція якої дозволяє добувати мед без громіздкого центрифужного обладнання.

## Бджільництво в Україні

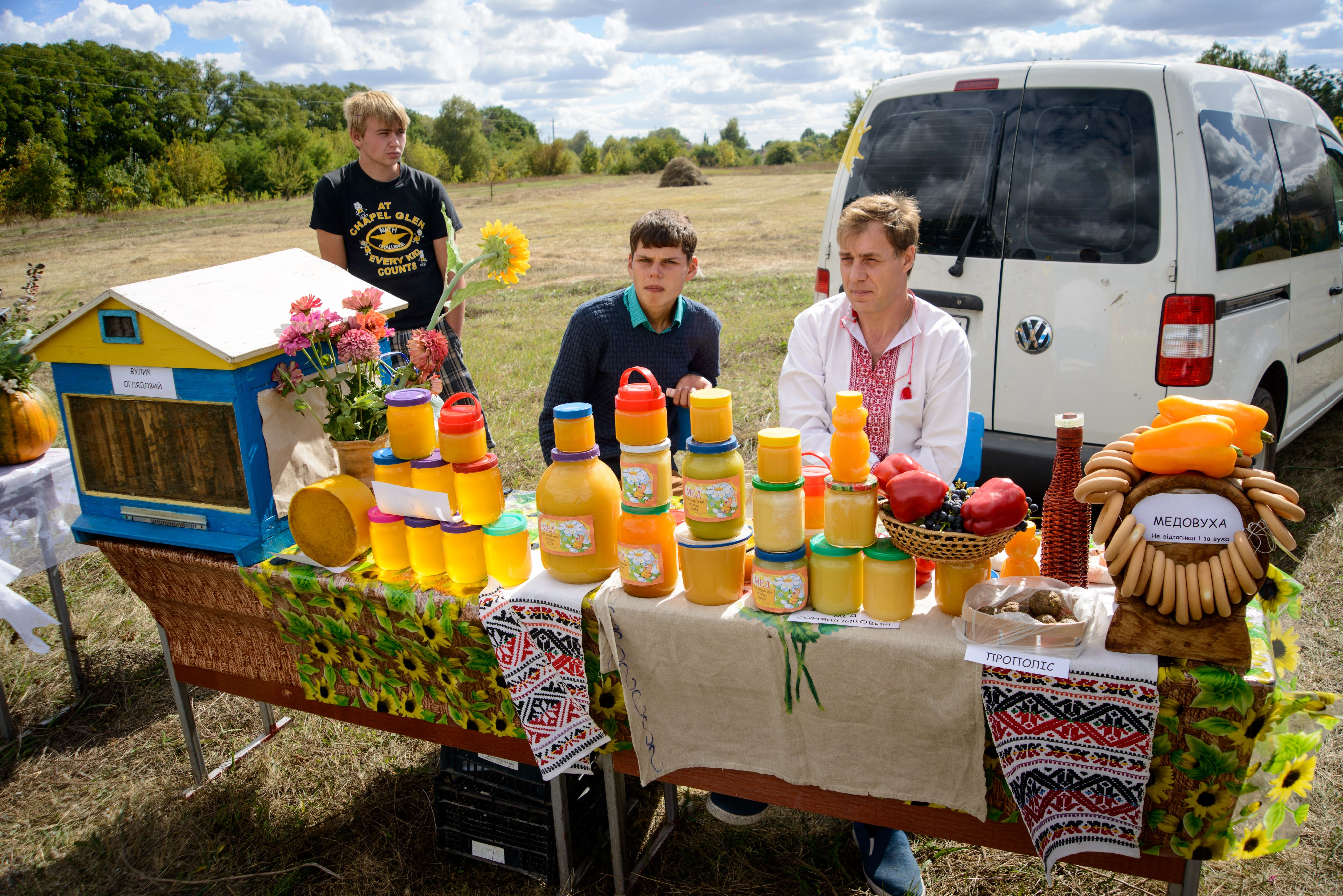
Продаж меду на ярмарку під час етнографічного фестивалю «Свіччине весілля» у 2016 році в Березовій Рудці

Українське бджільництво — це дуже добре розвинена галузь сільського господарства яка має довгу історію, що сягає доби Київської Русі.
Україна є одним із світових лідерів виробництва меду. Україна з 2008 року займає перше місце з виробництва меду серед країн Європи (з валовим збором до 75 тис. тонн) і четверте після таких світових лідерів як Китай, Туреччина та Аргентина.
В 2019 році інвестори з Німеччини, Гаррі Ремферт і Олександр Кандлен заснували в Херсоні торговий майданчик для українських бджолярів — «Медова біржа».

## Продукти бджільництва

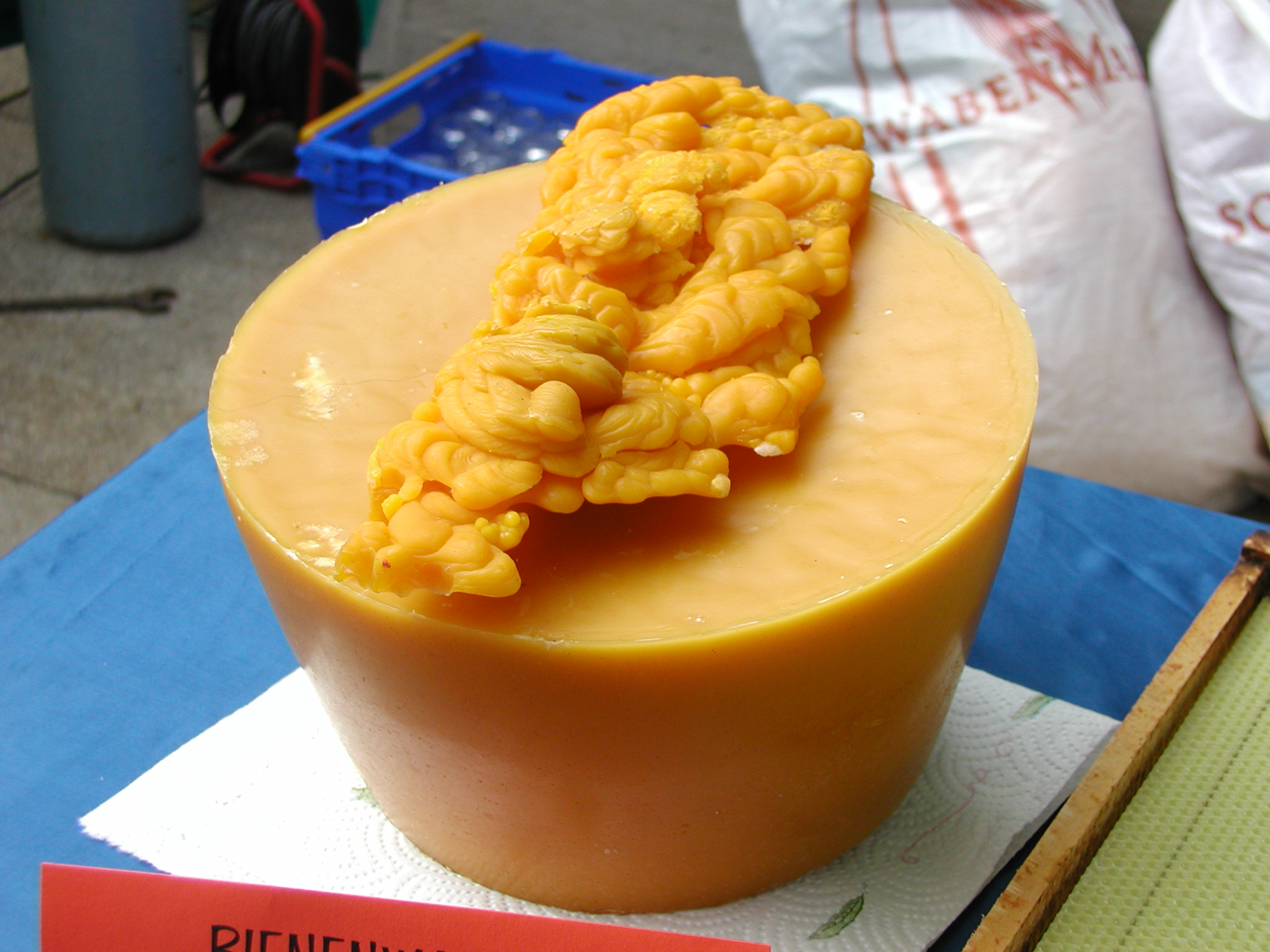
Бджолиний віск

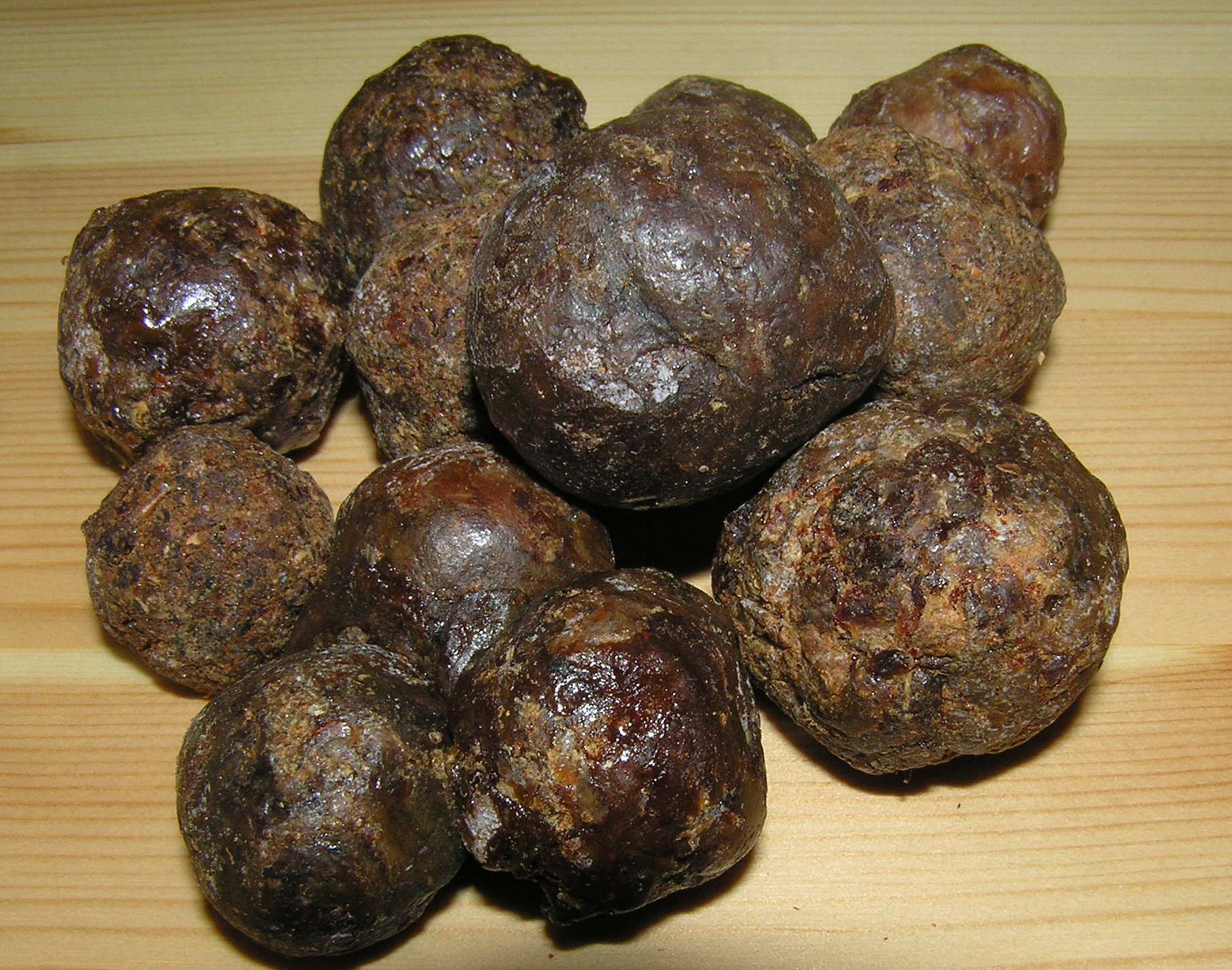
Прополіс

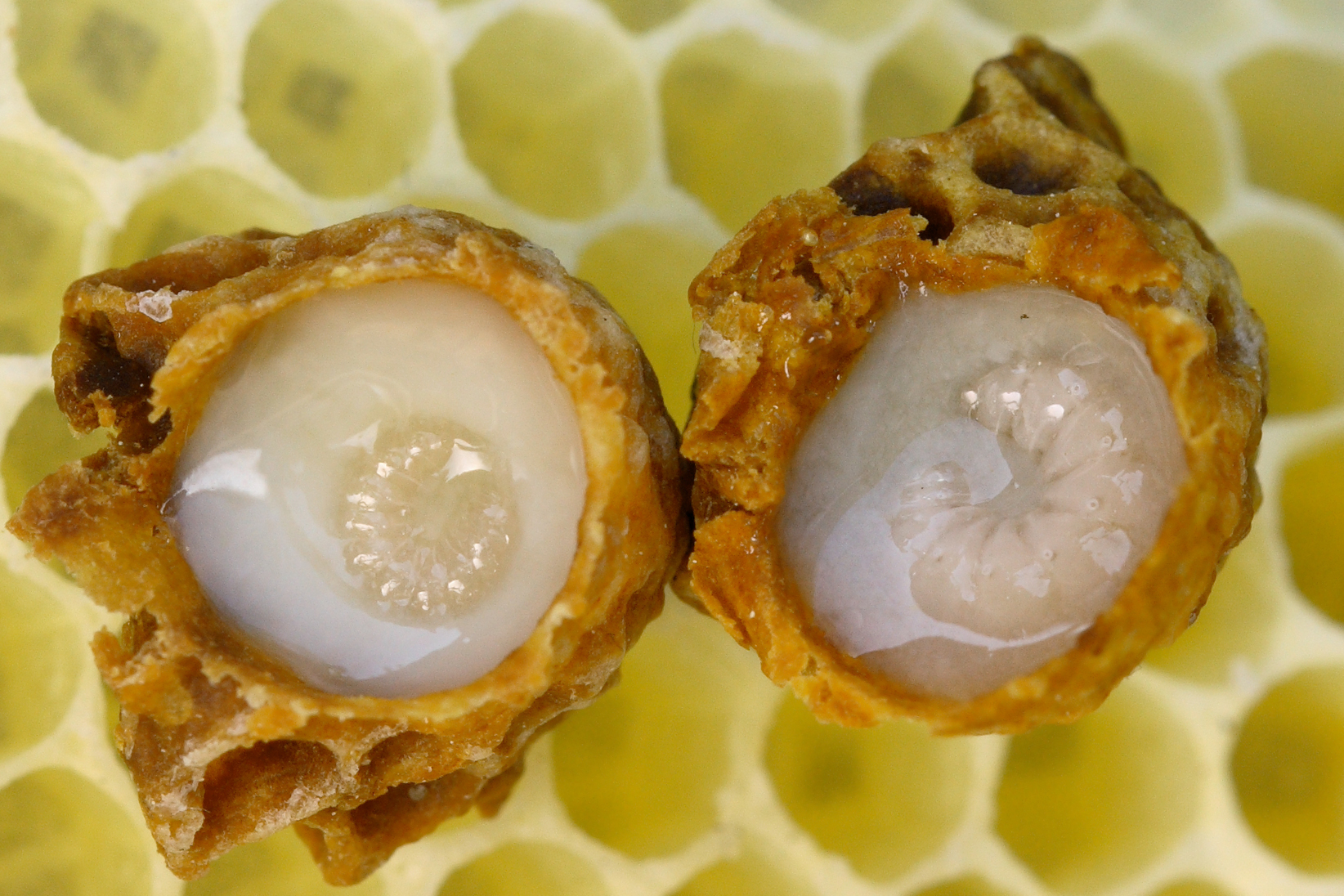
Бджолина матка у розвитку, оточена маточним молочком

Крім основного продукту бджільництва — меду, також з пасіки добувають бджолиний віск, бджолині стільники, прополіс, пергу, пилок, забрус, маточне молочко, бджолину отруту, бджолиний підмор, гомогенат.
Медза походженням розрізняють квітковий, падевий і змішані меди. Мед падевий буває рослинного і тваринного походження. За технологічною ознакою меди бувають відцентрові та стільникові.
Бджолиний віскбджолиний віск знаходить застосування в медицині. Він входить до складу деяких пластирів, мазей, кремів. Віск добре всмоктується шкірою і додає їй гладкого і ніжного вигляду, тому він широко застосовується в косметичній медицині.
Бджолині стільникистільниковий мед є природним джерелом незамінних ферментів, мікроелементів і вітамінів.
Прополісз прополісу виготовляють спиртові настої, спиртові емульсії, прополісне молоко, прополісне вершкове масло, ефірний екстракт тощо. Прополіс має сильну антимікробну і стимулюючу дію. Використовують його також для інгаляції. З лікувальною метою препарати прополісу застосовують тільки під наглядом лікаря.
Пергу та пилоквикористовують для нормалізації функціонування великої кількості органів людини.
Забрусє високоефективним засобом при лікуванні бактеріальних і вірусних захворювань носоглотки і верхніх дихальних шляхів.
Маточне молочкоматочне молочко надзвичайно корисне, оскільки містить білки й амінокислоти, проте менш доступне.
Бджолина отрутанезважаючи на давнє використання бджолиної отрути в лікувальних цілях, вона майже не знаходить застосування в науковій медицині. Значною мірою це пояснюється болючістю ужалень і важкістю дозування при вжаленнях.
Бджолиний підмортіла померлих медоносних бджіл, використовують в медицині для лікування різних хвороб. З бджолиного підмору виготовляють різноманітні мазі, спиртові екстракти тощо.
Гомогенатстимулює функціонування сім'яників і передміхурової залози у чоловіків та яєчників у жінок, а також використовують для нормалізації роботи інших органів людини.

## Виробництво меду
Світове виробництво меду становить 1,5 млн тонн на рік, і на частку України припадає 5 %. За даними FAO, Україна з 2008 року займає перше місце з виробництва меду серед країн Європи (з валовим збором до 75 тис. тонн) і четверте після таких світових лідерів, як Китай (367 тис. тонн), Туреччина (81,4 тис. тонн) і Аргентина (81 тис. тонн). Усього людей, які займаються розведенням бджіл і виробництвом меду, близько 700 тис. — півтора відсотка населення країни. До того ж винахідник рамкового вулика та всієї сучасної системи бджільництва Петро Прокопович жив і творив у XIX столітті на території нинішньої Чернігівської області.
| Країна | Виробництво (тисяч тонн)  | Споживання (тисяч тонн) | Кількість пасічників         | Кількість вуликів |
| Європа | Європа                    | Європа                  | Європа                       | Європа            |
| --- | ------------------------- | ----------------------- | ---------------------------- | ----------------- |
| Україна | 71.46                     | 52                      | 500,000                      |                   |
| Росія | 52.13                     | 54                      |                              |                   |
| Іспанія | 37.00                     | 40                      |                              |                   |
| Німеччина (*2008) | 21.23                     | 89                      | 90,000*                      | 1,000,000*        |
| Угорщина | 19.71                     | 4                       |                              |                   |
| Румунія | 19.20                     | 10                      |                              |                   |
| Греція | 16.27                     | 16                      |                              |                   |
| Франція | 15.45                     | 30                      | 70 000                       | 1 300 000         |
| Болгарія | 11.22                     | 2                       |                              |                   |
| Сербія | 3 to 5                    | 6.3                     | 30,000                       | 430,000           |
| Данія (*1996) | 2.5                       | 5                       | *4,000                       | *150,000          |
| Північна Америка |                           |                         |                              |                   |
| США (*2006, **2002) | 70.306*                   | 158.75*                 | 12,029** (210,000 бджолярів) | 2,400,000*        |
| Канада | 45 (2006); 28 (2007)      | 29                      | 13,000                       | 500,000           |
| Латинська Америка |                           |                         |                              |                   |
| Аргентина | 93.42 (в середньому 84)   | 3                       |                              |                   |
| Мексика | 50.63                     | 31                      |                              |                   |
| Бразилія | 33.75                     | 2                       |                              |                   |
| Уругвай | 11.87                     | 1                       |                              |                   |
| Океанія |                           |                         |                              |                   |
| Австралія | 18.46                     | 16                      |                              |                   |
| Нова Зеландія | 9.69                      | 8                       |                              |                   |
| Азія |                           |                         |                              |                   |
| КНР | 299.33 (в середньому 245) | 238                     |                              | 7,200,000         |
| Туреччина | 82.34 (в середньому 70)   | 66                      |                              | 4,500,000         |
| Іран |                           |                         |                              | 3,500,000         |
| Індія | 52.23                     | 45                      |                              | 9,800,000         |
| Південна Корея | 23.82                     | 27                      |                              |                   |
| В'єтнам | 13.59                     | 0                       |                              |                   |
| Туркменістан | 10.46                     | 10                      |                              |                   |
| Африка |                           |                         |                              |                   |
| Ефіопія | 41.23                     | 40                      |                              | 4,400,000         |
| Танзанія | 28.68                     | 28                      |                              |                   |
| Ангола | 23.77                     | 23                      |                              |                   |
| Кенія | 22.00                     | 21                      |                              |                   |
| Єгипет (*1997) | 16*                       |                         | 200,000*                     | 2,000,000*        |
| Центральноафриканська Республіка                                                                                                  | 14.23                     | 14                      |                              |                   |
| Марокко (*1997) | 4.5*                      |                         | 27,000*                      | 400,000*          |
| Джерело: Продовольча та сільськогосподарська організація ООН (FAO [Архівовано 10 березня 2007 у Wayback Machine.]), Серпень 2007. |                           |                         |                              |                   |

Sources:
- Serbia[17]